# Laricobius
Laricobius é um gênero de besouros da família Derodontidae, os besouros de fungo com pescoço de dente.
É um dos quatro gêneros da família. Enquanto as outras três se alimentam de fungos, as espécies de Laricobius se alimentam de adelgídeos, minúsculos insetos muito semelhantes aos pulgões. Alguns adelgídeos são pragas florestais destrutivas, e os besouros Laricobius têm sido empregados como agentes de controle biológico de pragas para preda-los e reduzir suas populações. Um exemplo é o Laricobius nigrinus, que é liberado nas florestas para controlar o adelgid lanudo da cicuta (Adelges tsugae).
A partir de 2014, existem cerca de 23 espécies no gênero. As espécies incluem:
- Laricobius baoxingensis
- Laricobius bicolor
- Laricobius caucasicus
- Laricobius daliensis
- Laricobius danielae
- Laricobius erichsonii
- Laricobius incognitus
- Laricobius jizu
- Laricobius kangdingensis
- Laricobius kovalevi
- Laricobius ludmilae
- Laricobius laticollis
- Laricobius loebli
- Laricobius minutus
- Laricobius mirabilis
- Laricobius naganoensis
- Laricobius nigrinus
- Laricobius osakensis
- Laricobius rubidus
- Laricobius sahlbergi
- Laricobius schawalleri
- Laricobius taiwanensis
- Laricobius wittmeri